# Place Chavarche-et-Arpik-Missakian
La place Chavarche-et-Arpik-Missakian est une voie située dans le quartier du Faubourg-Montmartre du 9e arrondissement de Paris.

## Situation et accès
La place Chavarche-Missakian est desservie à proximité par la ligne 7 à la station Cadet.

## Origine du nom

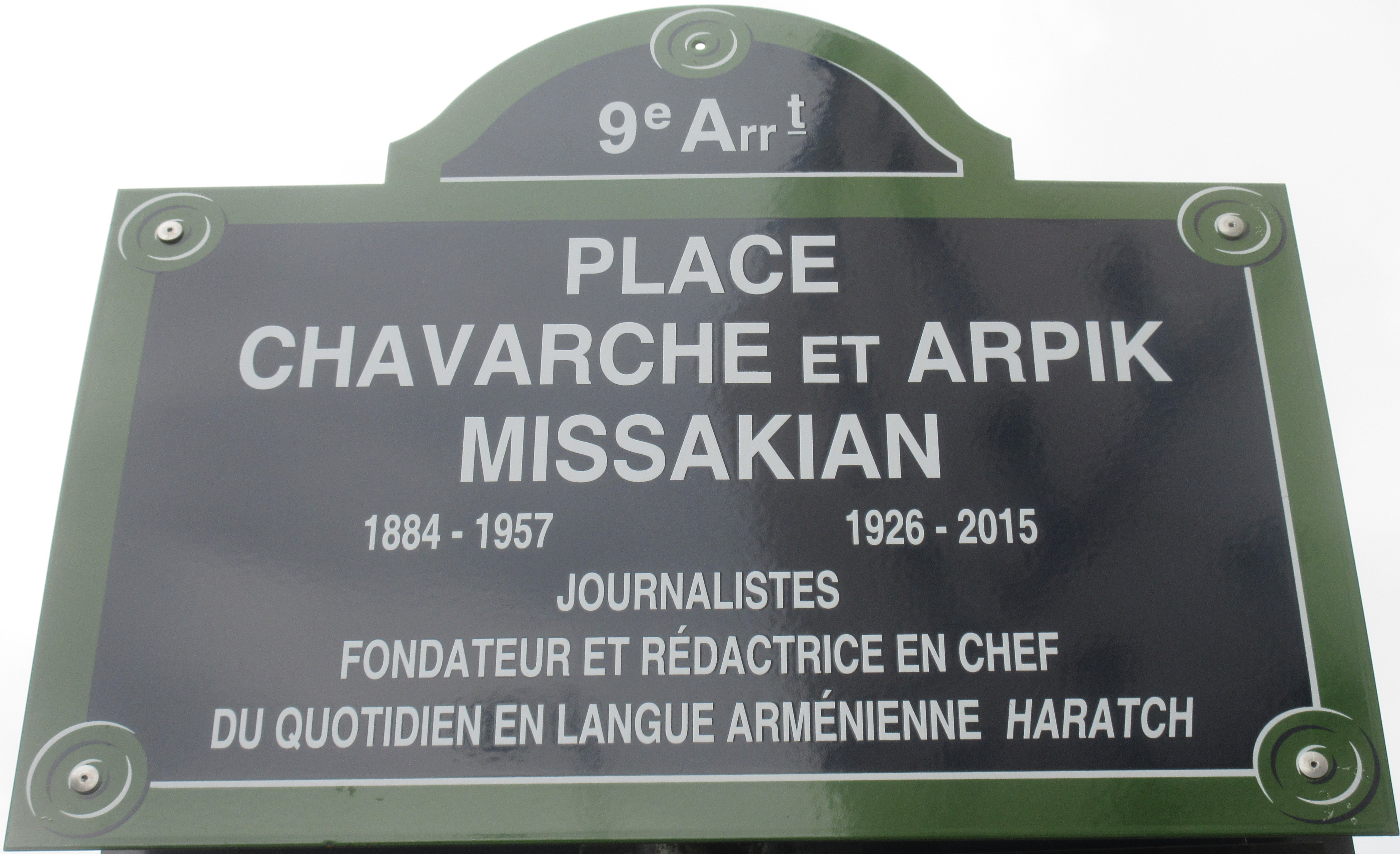
Plaque de la place

Elle porte le nom des journalistes français d'origine arménienne Chavarche Missakian (1884-1957), fondateur du quotidien arménien Haratch, et sa fille, Arpik Missakian (1926-2015), rédactrice en chef du même journal après la mort de son père.

## Historique
La place est créée en 2006 sous le nom « place Chavarche-Missakian » sur l'emprise des voies qui la bordent.
Après un vote en novembre 2021 la voie prend le nom de « place Chavarche-et-Arpik-Missakian » en mars 2022, et elle est inaugurée le 21 avril 2023

## Bâtiments remarquables et lieux de mémoire
- Le square Montholon.